# Bari Karimowitsch Alibassow

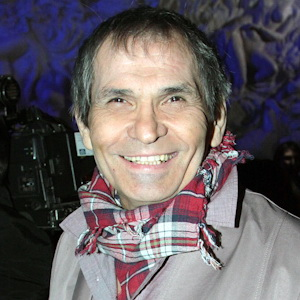
Bari Alibassow

Bari Karimowitsch Aribassow (russisch Бари Каримович Алибасов; * 6. Juni 1947 in Tscharsk) ist ein russischer Musikproduzent, der unter anderem 1989 die erfolgreiche Boyband Na-Na gründete. Zuvor leitete er von 1965 bis 1989 die Jazzband Integral. 1999 wurde er als Verdienter Künstler Russlands ausgezeichnet.

## Leben
Bari Karimowitsch Alibassow wurde am 6. Juni 1947 in eine große Familie geboren. Sein Vater Karim Kasimowitsch Alibassow, ein Kasache aus der Familie Argyn, leitete die Landwirtschaftsbank in Tscharsk; Baris Mutter, Iraida Abrarowa, eine Tatarin, war Buchhalterin im Kindergarten und arbeitete in Teilzeit in einem Dampfdepot.
Er studierte an der Schule Nr. 232 in Charska. Er wurde aus dem Komsomol wegen seiner freien Natur und häufigen Verletzung der Disziplin mehrmals von der Schule vertrieben.
Als Kind zeigte Bari Alibassow eine Vorliebe für Kreativität. In der Schule begann er sich aktiv mit Amateurkunst zu beschäftigen (singen im Chor, Schlagzeug spielen, Entertainer spielen), gründete seinen eigenen Theaterclub (inszenierte ein Theaterstück über A. Tschechows „Rural Esculap“). In den frühen 1960er Jahren, während Alibassow in der Highschool war, organisierte er mit einigen Klassenkameraden sein erstes Musikensemble, mit dem er nahegelegene Samtahöfe bereiste.
Nach seinem Abitur 1965 schrieb er sich am Ust-Kamenogorsk YupandorSky Construction and Road Institute (heute The East Kazakhstan State Technical University) an der Fakultät für Architektur und Bauwesen ein.
Von 1969 bis 1971 diente er in der sowjetischen Armee bei den Luftverteidigungsstreitkräften des zentralasiatischen Militärbezirks in der Region Alma-Ata. Sechs Monate später wechselte er zum SAVO Song and Dance Ensemble, wo er das Ensemble Sador am Sitz der SAVO-Luftverteidigung gründete.
1973–1974 studierte Alibassow an der Musikschule Ust-Kamenogorsk in der Trommelklasse, aber aufgrund des Beginns der Tourneeaktivitäten der Gruppe Integral schloss er die Ausbildung nicht ab.